# VM i landevejscykling 2023
VM i landevejscykling 2023 var den 96. udgave af VM i landevejscykling. Det blev afholdt fra 5. til 13. august 2023 i og omkring den skotske by Glasgow.
I starten af februar 2019 meddelte UCI at verdensmesterskaberne i cykling skulle afholdes i Glasgow. Det var første gang nogensinde at alle sportens 13 discipliner skulle køres på samme tid og på samme sted. Der var landevejscykling i otte ud af de 11 dage hvor der var konkurrencer ved det store event.
For første gang i historien var kvindernes linjeløb placeret som den afsluttende begivenhed, mens herrernes linjeløb var placeret syv dage før. Damernes og herrernes linjeløb i juniorrækken var de første konkurrencer som blev afviklet. Titlerne for U23-kvinderne blev tildelt inden for elitekvindernes løb, og et separat løb vil blive tilføjet fra 2025 i Kigali.

## Program
| Dato                   | Løb                    | Start         | Mål           | Distance      |               |               |
| Enkeltstarter          | Enkeltstarter          | Enkeltstarter | Enkeltstarter | Enkeltstarter | Enkeltstarter | Enkeltstarter |
| ---------------------- | ---------------------- | ------------- | ------------- | ------------- | ------------- | ------------- |
| Onsdag 9. august       | Herrer - U23           | Stirling      | Stirling      | 36,2 km       |               |               |
| Torsdag 10. august     | Damer - Junior         | Stirling      | Stirling      | 13,4 km       |               |               |
| Torsdag 10. august     | Damer - Elite          | Stirling      | Stirling      | 36,2 km       |               |               |
| Fredag 11. august      | Herrer - Junior        | Stirling      | Stirling      | 22,4 km       |               |               |
| Fredag 11. august      | Herrer - Elite         | Stirling      | Stirling      | 47,8 km       |               |               |
| Blandet holdløb-stafet |                        |               |               |               |               |               |
| Tirsdag 8. august      | Blandet holdløb-stafet | Glasgow       | Glasgow       | 40,3 km       |               |               |
| Landevejsløb           |                        |               |               |               |               |               |
| Lørdag 5. august       | Damer - Junior         | Glasgow       | Glasgow       | 70 km         |               |               |
| Lørdag 5. august       | Herrer - Junior        | Glasgow       | Glasgow       | 127,2 km      |               |               |
| Søndag 6. august       | Herrer - Elite         | Edinburgh     | Glasgow       | 271 km        |               |               |
| Lørdag 12. august      | Herrer - U23           | Balloch       | Glasgow       | 168,4 km      |               |               |
| Søndag 13. august      | Damer - Elite          | Balloch       | Glasgow       | 154,1 km      |               |               |

## Resultater

### Herrer
| Event           | Guld                                    | Guld       | Sølv                               | Sølv     | Bronze                                | Bronze   |
| --------------- | --------------------------------------- | ---------- | ---------------------------------- | -------- | ------------------------------------- | -------- |
| Herrer - Elite  |                                         |            |                                    |          |                                       |          |
| Linjeløb        | Mathieu van der Poel · Holland (NED)    | 6t 07' 27" | Wout van Aert · Belgien (BEL)      | + 1' 37" | Tadej Pogačar · Slovenien (SLO)       | + 1' 45" |
| Enkeltstart     | Remco Evenepoel · Belgien (BEL)         | 55' 19"    | Filippo Ganna · Italien (ITA)      | + 12"    | Joshua Tarling · Storbritannien (GBR) | + 48"    |
| Herrer - U23    |                                         |            |                                    |          |                                       |          |
| Linjeløb        | Axel Laurance · Frankrig (FRA)          | 4t 04' 58" | António Morgado · Portugal (POR)   | + 02"    | Martin Svrček · Slovakiet (SVK)       | + 02"    |
| Enkeltstart     | Lorenzo Milesi · Italien (ITA)          | 43' 00"    | Alec Segaert · Belgien (BEL)       | + 11"    | Hamish McKenzie · Australien (AUS)    | + 51"    |
| Herrer - Junior |                                         |            |                                    |          |                                       |          |
| Linjeløb        | Albert Withen Philipsen · Danmark (DEN) | 3t 06' 26" | Paul Fietzke · Tyskland (GER)      | + 1' 19" | Felix Ørn-Kristoff · Norge (NOR)      | + 1' 19" |
| Enkeltstart     | Oscar Chamberlain · Australien (AUS)    | 28' 19"    | Ben Wiggins · Storbritannien (GBR) | + 24"    | Louis Leidert · Tyskland (GER)        | + 34"    |

### Damer
| Event          | Guld                                         | Guld       | Sølv                                | Sølv  | Bronze                                 | Bronze   |
| -------------- | -------------------------------------------- | ---------- | ----------------------------------- | ----- | -------------------------------------- | -------- |
| Damer - Elite  |                                              |            |                                     |       |                                        |          |
| Linjeløb       | Lotte Kopecky · Belgien (BEL)                | 4t 02' 12" | Demi Vollering · Holland (NED)      | + 07" | Cecilie Uttrup Ludwig · Danmark (DEN)  | + 07"    |
| Enkeltstart    | Chloé Dygert · USA (USA)                     | 46' 59"    | Grace Brown · Australien (AUS)      | + 06" | Christina Schweinberger · Østrig (AUT) | + 1' 13" |
| Damer - U23    |                                              |            |                                     |       |                                        |          |
| Linjeløb       | Blanka Kata Vas · Ungarn (HUN)               | 4t 06' 46" | Shirin van Anrooij · Holland (NED)  | + 00" | Anna Shackley · Storbritannien (GBR)   | + 00"    |
| Enkeltstart    | Antonia Niedermaier · Tyskland (GER)         | 49' 26"    | Cédrine Kerbaol · Frankrig (FRA)    | + 08" | Julie De Wilde · Belgien (BEL)         | + 40"    |
| Damer - Junior |                                              |            |                                     |       |                                        |          |
| Linjeløb       | Julie Bego · Frankrig (FRA)                  | 1t 54' 53" | Cat Ferguson · Storbritannien (GBR) | + 09" | Fleur Moors · Belgien (BEL)            | + 09"    |
| Enkeltstart    | Felicity Wilson-Haffenden · Australien (AUS) | 19' 31"    | Izzy Sharp · Storbritannien (GBR)   | + 16" | Federica Venturelli · Italien (ITA)    | + 29"    |

### Mixed
| Event          | Guld | Guld       | Sølv | Sølv    | Bronze | Bronze   |
| -------------- | --- | ---------- | --- | ------- | --- | -------- |
| Holdtidskørsel | Schweiz · Stefan Bissegger · Stefan Küng · Mauro Schmid · Marlen Reusser · Elise Chabbey · Nicole Koller | 54' 16,20" | Frankrig · Bruno Armirail · Rémi Cavagna · Bryan Coquard · Audrey Cordon-Ragot · Cédrine Kerbaol · Juliette Labous | + 7,08" | Tyskland · Miguel Heidemann · Jannik Steimle · Max Walscheid · Ricarda Bauernfeind · Lisa Klein · Franziska Koch | + 51,31" |